# 평촌고등학교
평촌고등학교(坪村高等學校)는 대한민국 경기도 안양시 동안구 호계동에 위치한 공립 고등학교이다.

## 학교 연혁
- 1992년 1월 8일 : 평촌고등학교 설립인가(24학급)
- 1992년 3월 1일 : 초대 이재규 교장 취임
- 1992년 4월 13일 : 개교일(전입생 1명, 교직원 16명)
- 1993년 3월 3일 : 제1회 입학식 (1학년 349명, 2학년 143명, 3학년 42명 총 534명)
- 1994년 2월 15일 : 제1회 졸업식 (54명)
- 1997년 2월 1일 : 교지 창간호 발간, 다목적 종합관 기공식
- 2002년 10월 14일 : 도서관 확장 준공
- 2009년 3월 1일 : 교육과학기술부 특색있는 학교만들기 선도학교 지정
- 2010년 3월 1일 : 특수학급 1학급 설치
- 2012년 3월 1일 : 학칙 변경 일반학급 1 감소, 계 46(2)학급
- 2019년 3월 1일 : 고교학점제 선도학교 지정(2019~2021)
- 2020년 4월 30일 : 체육관 및 시청각실, 다목적실 방송시설 개선 사업
- 2022년 3월 1일 : 제9대 이원희 교장 취임
- 2023년 1월 4일 : 제30회 졸업(졸업생 365명, 총 졸업생 수 15,822명)
- 2023년 3월 2일 : 제31회 입학(신입생 371명)

## 참고 자료
- 평촌고등학교 - 한국교육학술정보원 학교알리미